# Prosopocoilus sericeus sericeus
Prosopocoilus sericeus sericeus es una subespecie de coleóptero de la familia Lucanidae.

## Distribución geográfica
Habita en Borneo, Sumatra y Java en  (Indonesia).